# اناتول استاتی
اناتول استاتی (انگلیسی: Anatol Stati؛ زادهٔ ۲۵ اکتبر ۱۹۵۲) اقتصاددان، کارآفرین، بازرگان و مدیر ارشد اجرایی اهل مولداوی است، که در حال حاضر به‌عنوان مدیر عامل اجرایی گروه اسکام فعالیت می‌کند.